# منتخب برمودا تحت 20 سنة لكرة القدم
منتخب برمودا تحت 20 سنة لكرة القدم (بالإنجليزية: Bermuda national under-20 football team)‏ هو ممثل برمودا الرسمي في المنافسات الدولية في كرة القدم في فئة كرة قدم تحت 20 سنة للرجال، يديريه اتحاد برمودا لكرة القدم.